# Polideportivo Huerta del Rey
El Polideportivo Huerta del Rey es un polideportivo de la localidad española de Valladolid en Castilla y León. Localizado en el barrio homónimo. Inaugurado en 1975, cuenta con un aforo de 3502 personas.

## Historia
En un principio, fue el pabellón en el que disputaban sus encuentros el Club Baloncesto Valladolid y el ACD Michelin, posterior Club Balonmano Valladolid.
Con la construcción del Polideportivo Pisuerga en 1985, el Club Baloncesto Valladolid se desplazó al nuevo polideportivo, quedando el Club Balonmano Valladolid, hasta su desaparición en verano de 2014, como el club usuario más importante del pabellón. A partir de septiembre de 2014 dos son los clubes que disputan sus encuentros en este pabellón el Club Deportivo Balonmano Atlético Valladolid y el Club Deportivo Balonmano Aula Cultural.
Cuenta además con piscina municipal cubierta en su interior, gimnasio, sala de musculación y es sede de la Federación Vallisoletana de tenis de mesa y de la Fundación Municipal de Deportes.
Cuenta en el complejo deportivo exterior con pistas de tenis y pádel.

## Imágenes

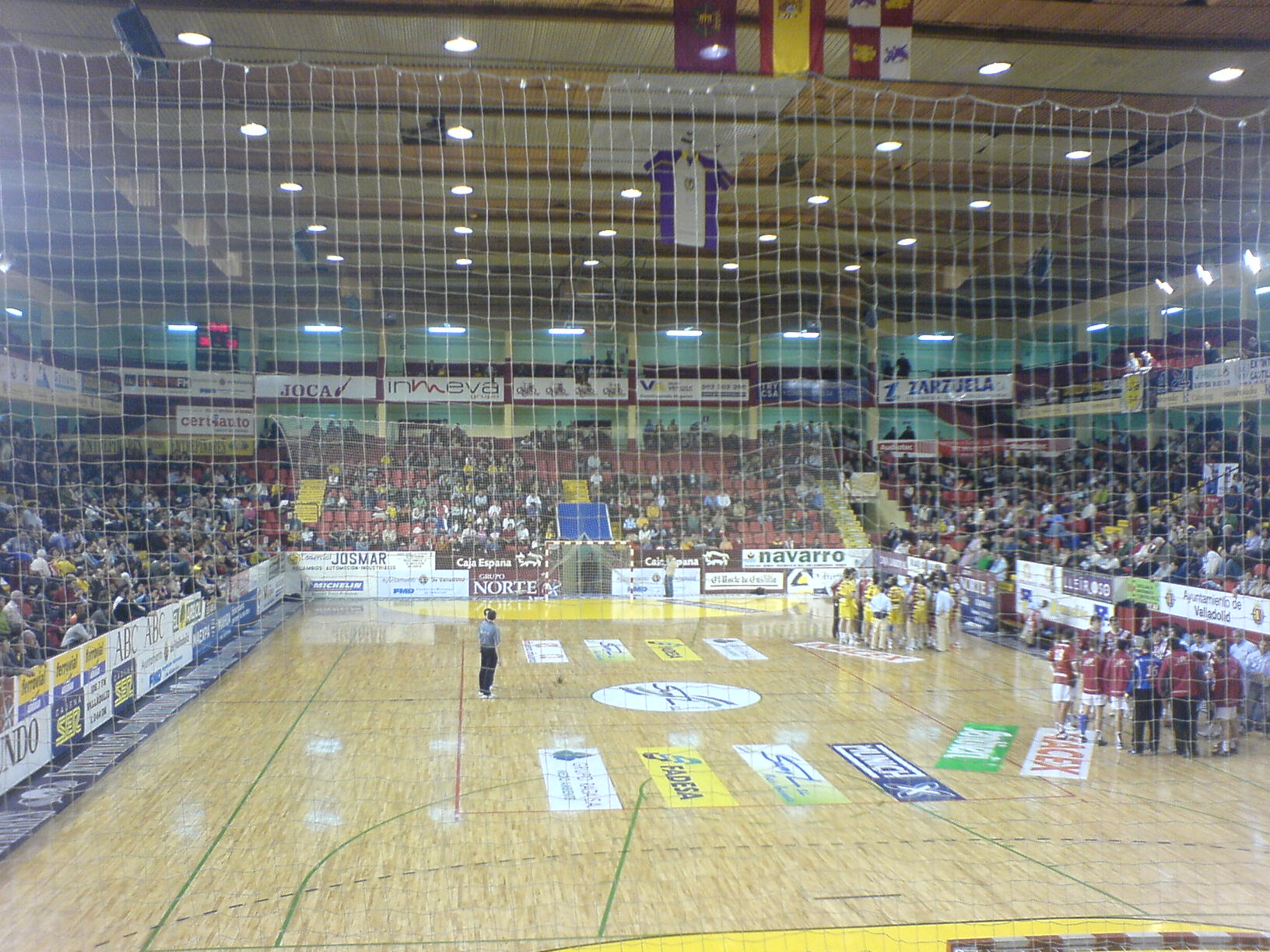
Aspecto del pabellón en un partido de Liga ASOBAL, antes de la remodelación de la cubierta de 2009.
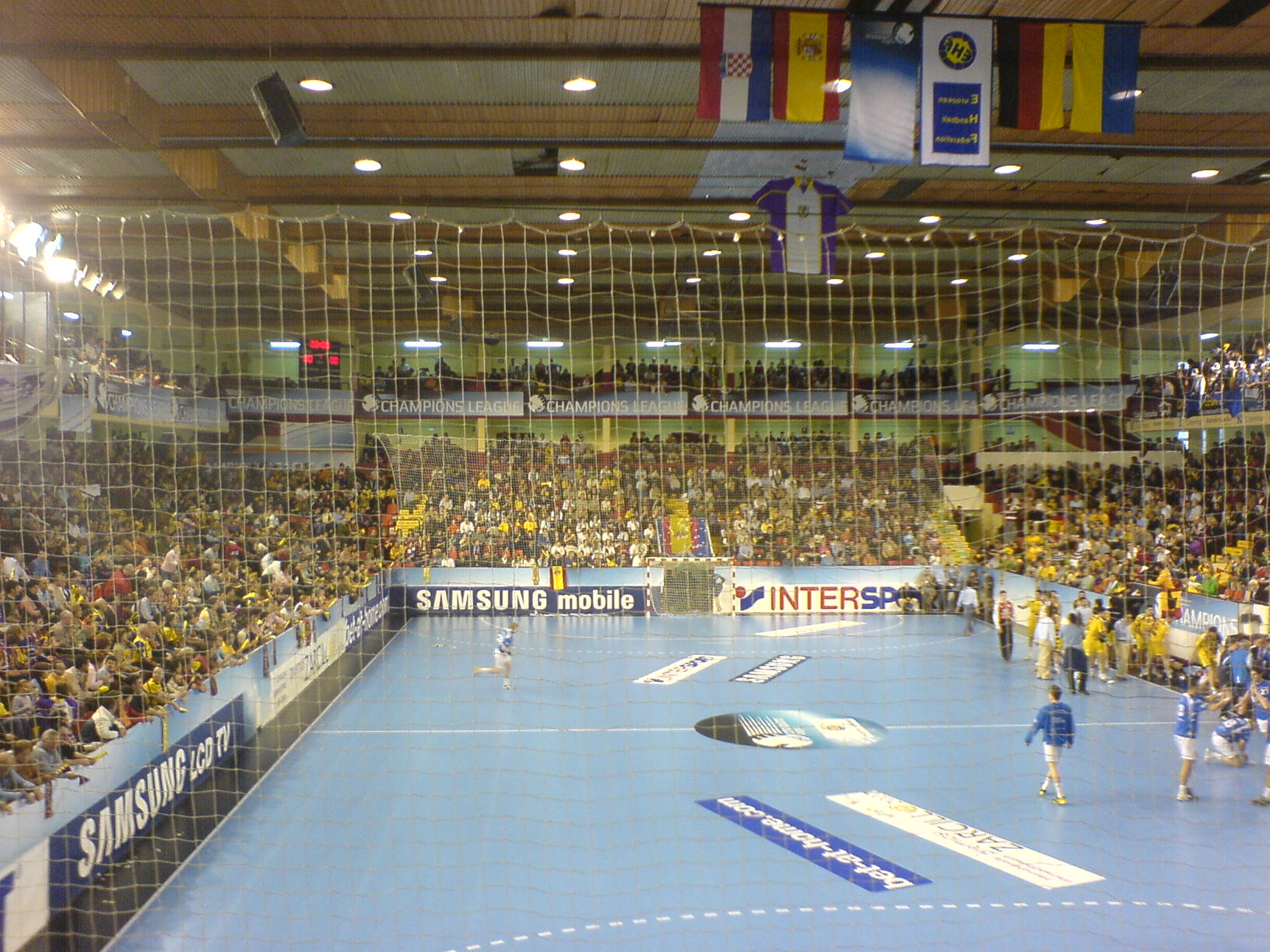
Aspecto del pabellón en el partido de Liga de Campeones de la EHF entre el BM Valladolid y el VfL Gummersbach.

## Eventos
- Balonmano:
  - Copa ASOBAL 2019

## Accesos al Polideportivo

### Autobús urbano
Proporcionados por AUVASA (autobuses urbanos de valladolid)
| Línea | Trayecto                        | Frecuencia                                                    |
| ----- | ------------------------------- | ------------------------------------------------------------- |
| 8     | Parquesol - Belén (Universidad) | Laborables: 11-14 minutos. Sábados y festivos: 14-18 minutos. |
| 10    | Parquesol - Villa de Prado      | Laborables: 60-90 minutos. Sábados y festivos: sin servicio.  |

## Comunicaciones
| Servicio        | Servicio               | Estación                              | Distancia al estadio |
| --------------- | ---------------------- | ------------------------------------- | -------------------- |
| Autobús         | Autobús                | Estación de autobuses de Valladolid   | 1,2 km.              |
| Renfe Operadora | Tren (Renfe Operadora) | Estación de Valladolid-Campo Grande   | 1,5 km.              |
| Aeropuerto      | Avión                  | Aeropuerto de Valladolid (Villanubla) | 13,1 km.             |
| Taxi            | Taxi                   | Paseo de Zorrilla, 48                 | 0,5 km.              |